# Esther van der Helm
Esther van der Helm (5 september 1981) is een Nederlands voormalig wielrenster. Ze reed voor de ploegen Farm Frites-Hartol en Vrienden van het Platteland. In 2003 behaalde ze een derde plaats tijdens het Nederlands kampioenschap wielrennen op de weg.

## Belangrijkste resultaten
2000
4e etappe Ster van Walcheren
Nederlands clubkampioenschap, ploegentijdrit
2001
1e en 3e etappe The TQ Papers Ladies International
Eindklassement The TQ Papers Ladies International
Flevotour
2002
1e en 2e etappe The TQ Papers Ladies International
Eindklassement The TQ Papers Ladies International
2003
 Nederlands kampioenschap
3e etappe Holland Ladies Tour, ploegentijdrit
2004
1e etappe Holland Ladies Tour, ploegentijdrit